# Haldensleben
Haldensleben es la ciudad capital del distrito de Börde, en el estado federado de Sajonia-Anhalt (Alemania), a una altitud de 54 metros. Su población a finales de 2015 era de unos 19 500 habitantes y su densidad poblacional, 120 hab/km².
Se encuentra ubicada a la orilla del río Ohre, un afluente por la izquierda del Elba.